# Bonne Bay
Bonne Bay är en vik i Kanada.   Den ligger i provinsen Newfoundland och Labrador, i den östra delen av landet, 1 400 km öster om huvudstaden Ottawa.
I omgivningarna runt Bonne Bay växer i huvudsak blandskog. Trakten runt Bonne Bay är nära nog obefolkad, med mindre än två invånare per kvadratkilometer.